# Europamästerskapet i handboll för damer 2012
Europamästerskapet i handboll för damer 2012 är den tionde Europamästerskapet i handboll för damer. Turneringen spelas under perioden 3 och 16 december 2012 i Serbien, efter ett beslut taget av IHF. då turneringen först var tänkt att avgöras i Nederländerna, som utsågs till arrangörsland  vid EHF-kongressen den 27 september 2008. Vid ansökningstidens utgång den 1 oktober 2007 hade EHF mottagit fyra ansökningar om arrangörskap för turneringen:
Den 4 juni 2012 meddelades dock att Nederländerna avsäger sig värdskapet. och dagen därpå hade intresse om arrangörskap meddelats från Kroatien, Danmark, Makedonien, Island, Norge, Polen, Ryssland, Serbien, Slovakien och Sverige och ännu en dag senare även från Rumänien.
| Arrangörsland | Eventuella spelstäder                          |
| ------------- | ---------------------------------------------- |
| Nederländerna | Rotterdam, Almere, Apeldoorn, Eindhoven        |
| Serbien       | Belgrad, Novi Sad, Niš, Vrsac                  |
| Tyskland      | Dortmund, Trier, Oldenburg, Leipzig, Stuttgart |
| Ukraina       | Kiev, Charkiv, Lviv, Zaporizjzja               |
Tyskland var värd för den allra första EM-turneringen 1994 och Nederländerna var värd för EM 1998. Serbien och Ukraina har aldrig arrangerat ett slutspel.

## Deltagande länder
| - Danmark (Andra plats i grupp 6) - Frankrike (Segrare i grupp 4) - Island (Tilldelad plats) - Kroatien (Segrare i grupp 6) - Makedonien (Andra plats i grupp 4) - Montenegro (Segrare i grupp 3) - Norge (Regerande mästare) - Rumänien (Segrare i grupp 2) | - Ryssland (Andra plats i grupp 3) - Serbien (Andra plats i grupp 2) - Spanien (Andra plats i grupp 7) - Sverige (Segrare i grupp 5) - Tjeckien (Andra plats i grupp 5) - Tyskland (Segrare i grupp 1) - Ukraina (Segrare i grupp 7) - Ungern (Andra plats i grupp 1) |

## Första gruppspelet
Lottningen hölls den 22 juni 2012. De tre första lagen i varje grupp går vidare till huvudrundan.

### Grupp A
| Lag      | S | V | O | F | GM | IM | MS | P |
| -------- | - | - | - | - | -- | -- | -- | - |
| Norge    | 3 | 3 | 0 | 0 | 67 | 62 | +5 | 6 |
| Serbien  | 3 | 2 | 0 | 1 | 79 | 75 | +4 | 4 |
| Tjeckien | 3 | 1 | 0 | 2 | 68 | 71 | −3 | 2 |
| Ukraina  | 3 | 0 | 0 | 3 | 62 | 68 | −6 | 0 |

| Datum      | Spelplats |          |          | Resultat | Typ av match |
| ---------- | --------- | -------- | -------- | -------- | ------------ |
| 4 december | Belgrad   | Ukraina  | Tjeckien | 22 – 25  | Gruppspel    |
| 4 december | Belgrad   | Norge    | Serbien  | 28 – 26  | Gruppspel    |
| 6 december | Belgrad   | Serbien  | Ukraina  | 25 – 23  | Gruppspel    |
| 6 december | Belgrad   | Tjeckien | Norge    | 19 – 21  | Gruppspel    |
| 8 december | Belgrad   | Norge    | Ukraina  | 18– 17   | Gruppspel    |
| 8 december | Belgrad   | Serbien  | Tjeckien | 28 – 24  | Gruppspel    |

### Grupp B
| Lag        | S | V | O | F | GM | IM | MS  | P |
| ---------- | - | - | - | - | -- | -- | --- | - |
| Frankrike  | 2 | 2 | 0 | 0 | 80 | 61 | +19 | 4 |
| Danmark    | 3 | 2 | 0 | 1 | 91 | 84 | +7  | 4 |
| Sverige    | 3 | 2 | 0 | 1 | 70 | 65 | +5  | 4 |
| Makedonien | 3 | 0 | 0 | 3 | 61 | 92 | −31 | 0 |

| Datum      | Spelplats |            |            | Resultat | Typ av match |
| ---------- | --------- | ---------- | ---------- | -------- | ------------ |
| 4 december | Niš       | Frankrike  | Makedonien | 29 – 16  | Gruppspel    |
| 4 december | Niš       | Sverige    | Danmark    | 27 – 26  | Gruppspel    |
| 6 december | Niš       | Makedonien | Sverige    | 15 – 26  | Gruppspel    |
| 6 december | Niš       | Danmark    | Frankrike  | 28 – 27  | Gruppspel    |
| 8 december | Niš       | Sverige    | Frankrike  | 17– 24   | Gruppspel    |
| 8 december | Niš       | Danmark    | Makedonien | 37 – 30  | Gruppspel    |

### Grupp C
| Lag      | S | V | O | F | GM | IM | MS | P |
| -------- | - | - | - | - | -- | -- | -- | - |
| Ungern   | 3 | 2 | 0 | 1 | 83 | 80 | +3 | 4 |
| Spanien  | 3 | 2 | 0 | 1 | 79 | 73 | +6 | 4 |
| Tyskland | 3 | 1 | 0 | 2 | 58 | 63 | −5 | 2 |
| Kroatien | 3 | 1 | 0 | 2 | 65 | 69 | −4 | 2 |

| Datum      | Spelplats |          |          | Resultat | Typ av match |
| ---------- | --------- | -------- | -------- | -------- | ------------ |
| 4 december | Novi Sad  | Tyskland | Spanien  | 20 – 23  | Gruppspel    |
| 4 december | Novi Sad  | Kroatien | Ungern   | 28– 27   | Gruppspel    |
| 5 december | Novi Sad  | Spanien  | Kroatien | 25 – 21  | Gruppspel    |
| 5 december | Novi Sad  | Ungern   | Tyskland | 24 – 21  | Gruppspel    |
| 7 december | Novi Sad  | Ungern   | Spanien  | 32– 31   | Gruppspel    |
| 7 december | Novi Sad  | Kroatien | Tyskland | 16 – 17  | Gruppspel    |

### Grupp D
| Lag        | S | V | O | F | GM | IM | MS  | P |
| ---------- | - | - | - | - | -- | -- | --- | - |
| Montenegro | 3 | 3 | 0 | 0 | 79 | 63 | +16 | 9 |
| Ryssland   | 3 | 1 | 1 | 1 | 78 | 72 | +6  | 4 |
| Rumänien   | 3 | 1 | 1 | 1 | 63 | 63 | 0   | 4 |
| Island     | 3 | 0 | 0 | 3 | 56 | 78 | −22 | 0 |

| Datum      | Spelplats |            |            | Resultat | Typ av match |
| ---------- | --------- | ---------- | ---------- | -------- | ------------ |
| 4 december | Vršac     | Montenegro | Island     | 26 – 16  | Gruppspel    |
| 4 december | Vršac     | Rumänien   | Ryssland   | 21– 21   | Gruppspel    |
| 5 december | Vršac     | Ryssland   | Montenegro | 27 – 30  | Gruppspel    |
| 5 december | Vršac     | Island     | Rumänien   | 19 – 22  | Gruppspel    |
| 7 december | Vršac     | Ryssland   | Island     | 30– 21   | Gruppspel    |
| 7 december | Vršac     | Rumänien   | Montenegro | 20 – 23  | Gruppspel    |

## Mellanrundan

### Grupp 1
| Lag       | S | V | O | F | GM  | IM  | MS  | P |
| --------- | - | - | - | - | --- | --- | --- | - |
| Norge     | 5 | 4 | 0 | 1 | 140 | 124 | +16 | 8 |
| Serbien   | 5 | 3 | 1 | 1 | 124 | 118 | +6  | 7 |
| Danmark   | 5 | 3 | 0 | 2 | 148 | 146 | +2  | 6 |
| Sverige   | 5 | 2 | 1 | 2 | 127 | 127 | 0   | 5 |
| Frankrike | 5 | 2 | 0 | 3 | 111 | 115 | −4  | 4 |
| Tjeckien  | 5 | 0 | 0 | 5 | 121 | 141 | −20 | 0 |

| Datum       | Spelplats |          |           | Resultat | Typ av match |
| ----------- | --------- | -------- | --------- | -------- | ------------ |
| 10 december | Belgrad   | Tjeckien | Danmark   | 30 – 33  | Mellanrundan |
| 10 december | Belgrad   | Norge    | Frankrike | 30 – 19  | Mellanrundan |
| 10 december | Belgrad   | Serbien  | Sverige   | 23 – 23  | Mellanrundan |
| 11 december | Belgrad   | Tjeckien | Frankrike | 22 – 24  | Mellanrundan |
| 11 december | Belgrad   | Norge    | Sverige   | 28 – 25  | Mellanrundan |
| 11 december | Belgrad   | Serbien  | Danmark   | 29 – 26  | Mellanrundan |
| 13 december | Belgrad   | Tjeckien | Sverige   | 26 – 35  | Mellanrundan |
| 13 december | Belgrad   | Serbien  | Frankrike | 18– 17   | Mellanrundan |
| 13 december | Belgrad   | Norge    | Danmark   | 33 – 35  | Mellanrundan |

### Grupp 2
| Lag        | S | V | O | F | GM  | IM  | MS | P |
| ---------- | - | - | - | - | --- | --- | -- | - |
| Montenegro | 5 | 4 | 0 | 1 | 128 | 123 | +5 | 8 |
| Ungern     | 5 | 3 | 0 | 2 | 132 | 130 | +2 | 6 |
| Ryssland   | 5 | 1 | 3 | 1 | 130 | 127 | +3 | 5 |
| Tyskland   | 5 | 2 | 1 | 2 | 119 | 116 | +3 | 5 |
| Rumänien   | 5 | 1 | 1 | 3 | 114 | 120 | −6 | 3 |
| Spanien    | 5 | 1 | 1 | 3 | 128 | 135 | −7 | 3 |

| Datum       | Spelplats |          |            | Resultat | Typ av match |
| ----------- | --------- | -------- | ---------- | -------- | ------------ |
| 9 december  | Novi Sad  | Spanien  | Rumänien   | 26 – 31  | Mellanrundan |
| 9 december  | Novi Sad  | Ungern   | Montenegro | 26 – 28  | Mellanrundan |
| 9 december  | Novi Sad  | Tyskland | Ryssland   | 26– 26   | Mellanrundan |
| 11 december | Novi Sad  | Spanien  | Ryssland   | 25 – 25  | Mellanrundan |
| 11 december | Novi Sad  | Tyskland | Montenegro | 27 – 20  | Mellanrundan |
| 11 december | Novi Sad  | Ungern   | Rumänien   | 25– 19   | Mellanrundan |
| 13 december | Novi Sad  | Spanien  | Montenegro | 23 – 27  | Mellanrundan |
| 13 december | Novi Sad  | Tyskland | Rumänien   | 25– 23   | Mellanrundan |
| 13 december | Novi Sad  | Ungern   | Ryssland   | 25 – 31  | Mellanrundan |

## Slutspel

### Match om femte plats
| Lördag 15 december 2012 kl: 12:00 | Danmark                                                                          | 32– 30 Matchrapport | Ryssland | Kombank arena, Belgrad Publik: 800 |
| Lördag 15 december 2012 kl: 12:00 | Burgaard 8, Nørgaard 8, Møller 5,Kristiansen 3 3, Bille 3,Jørgensen 3 Gravholt 2 |                     | Sen 6, Kuznetsova 5, Postnova 4,Khmyrova 3, Makeeva 3,Chernoivanenko 3, Zhilinskayte 2, Ilina 2, Punko 1,Andrjusjina 1 | Kombank arena, Belgrad Publik: 800 |

### Semifinaler
| Lördag 15 december 2012 kl: 14:30 | Norge | 30– 19 Matchrapport | Ungern                                                              | Kombank arena, Belgrad Publik:5 000 |
| Lördag 15 december 2012 kl: 14:30 | Edin 6, Riegelhuth Koren 6, Herrem 5,Alstad 3, Breivang 3,Gossé 2 Løke , Lunde-Borgersen 1, Sulland 1, Frafjord 1 |                     | Görbicz 6, Verten 4, Tomori 3,Szucsánszki 2, Bulath 2,Szamoránsky 2 | Kombank arena, Belgrad Publik:5 000 |

| Lördag 15 december 2012 kl: 17:00 | Serbien                                                                                       | 26– 27 Matchrapport | Montenegro                                                                                          | Kombank arena, Belgrad Publik:13 000 |
| Lördag 15 december 2012 kl: 17:00 | Filipovic 7, Lekic 5, Damnjanovic 4, Rajovic 3, Milosevic 3, Ognjenovic 2, Eric 1, Liscevic 1 |                     | Knezevic 8,K Bulatovic 6, Radicevic 5, Miljanic 2, Ravicevic 2, A Bulatovic 2, Dokic 1, Jovanovic 1 | Kombank arena, Belgrad Publik:13 000 |

### Match om tredje plats
| Söndag 16 december 2012 kl: 14:30 | Ungern | 41– 38 e.fl 8-5 FT 33-33 Matchrapport | Serbien | Kombank arena, Belgrad Publik:5 000 |
| Söndag 16 december 2012 kl: 14:30 | Rédei Soós 9, Tomori 8, Görbicz 6, Szunsanski 3, Vincze 3, Szanmoransky 3, Szekeres 3, Kovacsicz 3, Verten 2, Bodi 1 |                                       | Filipovic 7, Ognjenovic 7, Lekic 7, Popovic 4, Eric 3, Dmitrovic 3, Damnjanovic 2, Milosevic 2, Krepez 1, Pop-Lazic 1, Nisavic 1 | Kombank arena, Belgrad Publik:5 000 |

### Final
| Söndag 16 december 2012 kl: 14:30 | Norge                                                                                                | 31– 34 e.fl 4-4, 3-6 FT 24-24 Matchrapport | Montenegro | Kombank arena, Belgrad Publik:5 000 |
| Söndag 16 december 2012 kl: 14:30 | Alstad 11, Løke 5, Edin 4, Sulland 3, Bjørndalen 2, Riegelhuth Koren 2, Herrem 2, Breivng 1, Gossé 1 |                                            | Knezevic 10, K Bulatovic 8, Radicevic 5, Miljanic 3, Ravicevic 2, Jovanovic 2, A Bulatovic 2, Dokic 1, Lazovic 1 | Kombank arena, Belgrad Publik:5 000 |

| Europamästare: Montenegro (första titeln) |

## Statistik

### Slutplaceringar
| Plats | Lag        |
| ----- | ---------- |
| 1     | Montenegro |
| 2     | Norge      |
| 3     | Ungern     |
| 4     | Serbien    |
| 5     | Danmark    |
| 6     | Ryssland   |
| 7     | Tyskland   |
| 8     | Sverige    |
| 9     | Frankrike  |
| 10    | Rumänien   |
| 11    | Spanien    |
| 12    | Tjeckien   |
| 13    | Kroatien   |
| 14    | Ukraina    |
| 15    | Island     |
| 16    | Makedonien |

### Skytteliga
Innehåller spelare från placering 1-9 i skytteligan.
|   | Spelare            | Lag        | Matcher | Mål | Skott | Procent |
| - | ------------------ | ---------- | ------- | --- | ----- | ------- |
| 1 | Katarina Bulatović | Montenegro | 8       | 56  | 119   | 47 %    |
| 2 | Anita Görbicz      | Ungern     | 7       | 41  | 70    | 59 %    |
| 2 | Milena Knežević    | Montenegro | 8       | 41  | 87    | 47 %    |
| 4 | Jovanka Radičević  | Montenegro | 8       | 40  | 61    | 66 %    |
| 5 | Linn Jørum Sulland | Norge      | 8       | 39  | 76    | 51 %    |
| 6 | Ann Grete Nørgaard | Danmark    | 7       | 37  | 51    | 73%     |
| 6 | Zsuzsanna Tomori   | Ungern     | 7       | 37  | 66    | 56 %    |
| 8 | Anja Edin          | Norge      | 8       | 34  | 61    | 56      |
| 9 | Isabelle Gulldén   | Sverige    | 6       | 33  | 56    | 59%     |
| 9 | Andrea Lekić       | Serbien    | 8       | 33  | 57    | 58%     |
| 9 | Laura Steinbach    | Tyskland   | 6       | 33  | 56    | 59%     |

### Fotnoter
1. ↑  ”Serbia to host Women’s EHF EURO 2012”. eurohandball.com. 18 juni 2012. Arkiverad från originalet den 23 januari 2013. https://www.webcitation.org/6DtcqXqK8?url=http://www.eurohandball.com/article/15108. Läst 18 juni 2012.
2. ↑  ”EHF EURO 2012 official statement”. eurohandball.com. 4 juni 2012. Arkiverad från originalet den 23 januari 2013. https://www.webcitation.org/6DtcfBrDQ?url=http://www.eurohandball.com/article/15068. Läst 10 juni 2012.
3. ↑  ”Ten nations show interest in hosting EHF EURO 2012”. eurohandball.com. 5 juni 2012. Arkiverad från originalet den 23 januari 2013. https://www.webcitation.org/6Dtcj33za?url=http://www.eurohandball.com/article/015070/Ten+nations+show+interest+in+hosting+EHF+EURO+2012. Läst 10 juni 2012.
4. ↑  ”Eleventh nation registers interest”. eurohandball.com. 6 juni 2012. Arkiverad från originalet den 23 januari 2013. https://www.webcitation.org/6DtcmvX1E?url=http://www.eurohandball.com/article/15073. Läst 10 juni 2012.
5. ↑  ”10 th women european handball championship Euro 2012”. EHF. Arkiverad från originalet den 18 augusti 2020. https://web.archive.org/web/20200818052201/http://handball.sportresult.com/hbem12w/PDF/TOPPL.pdf. Läst 14 december 2014.